# Batch processing
Xử lý hàng loạt (Batch processing) là việc thực hiện hàng loạt công việc trong một chương trình trên máy tính mà không có sự can thiệp thủ công (không tương tác). Nói đúng ra, nó là một chế độ xử lý: thực hiện một loạt các chương trình mỗi ngày một bộ hay "mẻ" đầu vào, chứ không phải là một đầu vào duy nhất (mà thay vào đó sẽ là một công việc tùy chỉnh). Tuy nhiên, sự khác biệt này đã phần lớn bị mất, và hàng loạt các bước trong một quá trình hàng loạt thường được gọi là một "batch" hoặc "batch job".
Đối lập với batch processing là interactive processing: chương trình cần trao đổi với nhân viên trong quá trình xử lý thông tin. Ví dụ: Trong quá trình mở 1 tài khoản trong ngân hàng, chương trình phải cần nhân viên nhập vào những thông tin của khách hàng qua màn ảnh. Khi có đủ hồ sơ nó sẻ thông báo với nhân viên rằng tài khoản khách hàng đã được mở với số tài khoản là xxxxx. Trong cách xử lý này có sự trao đổi giữa nhân viên và máy để tiến triển một việc nào đó.

## Lợi ích
Xử lý hàng loạt có những lợi ích sau:
- Nó có thể thay đổi thời điểm xử lý công việc để khi tài nguyên máy tính ít bận rộn.
- Nó tránh cho các tài nguyên máy tính chạy không với sự can thiệp và giám sát thủ công từng phút từng phút.
- Nó cho phép hệ thống sử dụng những ưu tiên khác nhau cho công việc tương tác và không tương tác.
- Thay vì chạy một chương trình nhiều lần để xử lý một tiến trình xử lý mỗi lần, quy trình batch sẽ chạy chương trình chỉ một lần cho nhiều tiến trình thực hiện, làm giảm phụ phí hệ thống.

Nó cũng có nhiều nhược điểm, ví dụ người dùng không thể chấm dứt một quá trình trong quá trình thực hiện, và phải đợi cho đến khi thực hiện hoàn tất.

## Lịch sử
Thuật ngữ "xử lý hàng loạt" bắt nguồn từ việc phân loại truyền thống của phương thức sản xuất như sản xuất theo lô (sản xuất một lần), sản xuất từng mẻ (sản xuất của một "lô" của nhiều mặt hàng cùng một lúc, từng giai đoạn một) và sản xuất dây chuyền (sản xuất hàng loạt, tất cả các giai đoạn trong quá trình cùng một lúc).

### Lịch sử sau này (từ năm 1960 trở đi)
Từ cuối những năm 1960 trở đi, điện toán tương tác như thông qua giao diện thiết bị đầu cuối máy tính dựa trên văn bản (như trong Unix shell và các ngôn ngữ read-eval-print loop), và các giao diện người dùng đồ họa sau này trở nên phổ biến.Tính toán không tương tác, cả những công việc làm một lần như biên dịch, và xử lý nhiều mục theo lô, trở nên được gọi là xử lý theo lô, và công việc hàng loạt về oxymoronic (thường dùng với tên "lô công việc") trở nên phổ biến. Bắt đầu được dử dụng từ sớm, đặc biệt được tìm thấy tại Đại học Michigan, xung quanh Hệ thống đầu cuối Michigan (MTS); ví dụ từ năm 1968 và 1969:
Chỉ có trình biên dịch và thực hiện một chương trình FORTRAN như là một lô "công việc" sẽ được mô tả trong phần này. Thuật ngữ "xử lý hàng loạt" đề cập đến quá trình xử lý nhiều công việc (một "mẻ") theo thứ tự từ card đầu vào. Mỗi công việc trong chuỗi được xử lý hoàn toàn trước khi đến lượt kế tiếp bắt đầy.

BATCH MODE, BATCH JOB — Một quá trình hoặc nhiệm vụ được chuẩn bị và trình diễn trọn vẹn, trái ngược với sự tương tác tại một thiết bị đầu cuối từ xa bởi một người dùng đã phát lệnh thường dựa trên phản ứng của máy tính với các lệnh trước đó. Phương thức tương tác sau này được gọi là phương pháp đàm thoại. Các công việc theo BATCH MODE được gửi dưới dạng các mặt của thẻ đục lỗ được đọc vào máy tính theo nhóm (lô).